# 奇々怪界-KIKIKAIKAI-
「奇々怪界-KIKIKAIKAI-」は、ゆずの配信限定シングル。2021年11月10日にセーニャ・アンド・カンパニーから配信。

## 概要
「NATSUMONOGATARI」から約5か月ぶりとなる作品で、デビュー25周年イヤー第1弾楽曲。
岩沢厚治が単独で作詞したシングルは、2015年に配信された「ポケット」以来となる。作曲は岩沢に加え、Reolの作品への参加やソロで作品をリリースしているGigaと、「恋、弾けました。」や「マスカット」などのゆずの楽曲のアレンジも手掛けたTeddyLoidが参加し、ハイブリットなデジタルサウンドと縦横無尽な“岩沢ワールド”が展開されている。
リリース前の10月25日に開催したデビュー25周年突入記念ライブ「YUZU TOUR 2021 謳おう×FUTARI in 日本武道館」の終演直前に会場のビジョンモニターに数秒間のティザー動画が予告なしに流れてファンの間で話題となっていた。

## 収録曲
1. 奇々怪界-KIKIKAIKAI-
作詞 : 岩沢厚治　作曲 : 岩沢厚治・Giga・TeddyLoid
2. 奇々怪界-KIKIKAIKAI-(Instrumental)
作詞 : 岩沢厚治　作曲 : 岩沢厚治・Giga・TeddyLoid